# 哈弗利峰

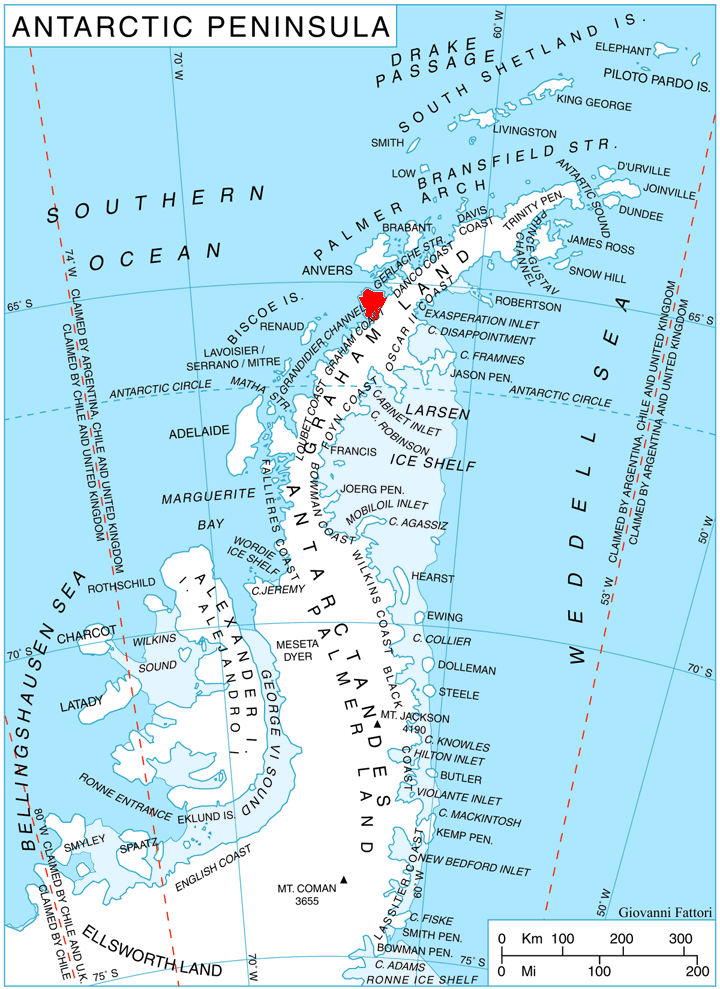

哈弗利峰（英語：Haverly Peak），是南極洲的山峰，位於葛拉漢地西岸的丹科海岸，處於阿熱爾灣以東2公里的基輔半島東北岸，海拔高度960米，現時由南極條約體系管理。